# Tarzo
Tarzo é uma comuna italiana da região do Vêneto, província de Treviso, com cerca de 4.537 habitantes. Estende-se por uma área de 23 km², tendo uma densidade populacional de 197 hab/km². Faz fronteira com Cison di Valmarino, Refrontolo, Revine Lago, San Pietro di Feletto, Vittorio Veneto.

## Demografia
| Variação demográfica do município entre 1861 e 2011                               |
|                                                                                   |
| Fonte: Istituto Nazionale di Statistica (ISTAT) - Elaboração gráfica da Wikipedia |